# Exposition Universal de Barcelona
Exposition Universal de Barcelona var en verdensudstilling, der blev afholdt fra 8. april til 10. december 1888 i Barcelona, Spanien. Udstillingsområdet dækkede 46,5 ha, og godt 2 millioner mennesker besøgte udstillingen. Der var udstillere fra 28 lande (eksklusiv kolonierne).

## Ekstern Henvisning
Exposition Universel de Barcelona Arkiveret 29. juli 2007 hos  Wayback Machine
| Festival | Spire Denne artikel om festivaler og mærkedage er en spire som bør udbygges. Du er velkommen til at hjælpe Wikipedia ved at udvide den. |

41°23′N 2°11′Ø / 41.39°N 2.19°Ø